# Philip Coolidge
Pour les articles homonymes, voir Coolidge.
Philip Coolidge, né le 5 août 1908 à Concord (Massachusetts) et mort le 23 mai 1967 à Los Angeles (Californie), est un acteur américain.

## Biographie
Philip Coolidge entame sa carrière d'acteur au théâtre et joue notamment à Broadway (New York), principalement dans des pièces, depuis Our Town de Thornton Wilder (1938, avec Frank Craven et Martha Scott) jusqu'à Hamlet de William Shakespeare (1964, avec Richard Burton dans le rôle-titre et Alfred Drake).
Entretemps, mentionnons Jacobowsky et le Colonel de Franz Werfel (1944-1945, avec Annabella et Louis Calhern), Les Sorcières de Salem d'Arthur Miller (1953, avec Arthur Kennedy et Walter Hampden), la comédie musicale Kismet (en) (1953-1955, avec Alfred Drake et Richard Kiley), ainsi que Rhinocéros d'Eugène Ionesco (son avant-dernière prestation à Broadway, 1961, avec Zero Mostel et Eli Wallach).
Au cinéma, il contribue à seize films américains, depuis Boomerang ! d'Elia Kazan (1947, avec Dana Andrews et Jane Wyatt) jusqu'à Frissons garantis de Jerry Paris (1968, avec Dick Van Dyke et Edward G. Robinson), sorti plus d'un an après sa mort à 58 ans, en 1967, d'un cancer du poumon.
Dans l'intervalle, citons La Mort aux trousses d'Alfred Hitchcock (1959, avec Cary Grant et Eva Marie Saint), Procès de singe de Stanley Kramer (1960, avec Spencer Tracy et Fredric March) et La Plus Grande Histoire jamais contée de George Stevens (1965, avec Max von Sydow et Dorothy McGuire).
À la télévision américaine, Philip Coolidge apparaît dans cinquante-et-une séries entre 1949 et 1966, dont Alfred Hitchcock présente (six épisodes, 1956-1959), La Quatrième Dimension (un épisode, 1962) et Ma sorcière bien-aimée (un épisode, 1965).

## Théâtre à Broadway (intégrale)
(pièces, sauf mention contraire)
- 1938 : Our Town de Thornton Wilder, costumes d'Helene Pons, production et mise en scène de Jed Harris : Simon Stimson[1]
- 1938-1939 : The Merchant of Yonkers (en) de Thornton Wilder, production d'Herman Shumlin, mise en scène de Max Reinhardt : Joe Scanlon
- 1939 : Family Portrait de Lenore Coffee et William Joyce Cowen : James
- 1939-1940 : Margin for Error de Clare Boothe Luce, mise en scène d'Otto Preminger : Otto B. Horst[2] (en remplacement)
- 1940 : Suzanna and the Elders de Lawrence Langner et Armina Marshall : le révérend Abner Owen
- 1941-1942 : In Time to Come de John Huston et Howard Koch, production et mise en scène d'Otto Preminger : Smith
- 1944-1945 : Jacobowsky et le Colonel (Jacobowsky and the Colonel) de Franz Werfel, adaptation de S. N. Behrman, musique de scène de Paul Bowles, mise en scène d'Elia Kazan : le joueur de dés
- 1944-1945 : Sing Out Sweet Land, revue, musique arrangée par Elie Siegmaster sur des airs populaires américains, livret de Walter Kerr, costumes de Lucinda Ballard : Parson Killjoy / le père de Mary Jane / le shérif / le lieutenant / Villian / Bluenose / le commandant
- 1947 : Barefoot Boy With Cheek, comédie musicale, musique de Sidney Lippman, lyrics de Sylvia Dee, livret de Max Shulman, décors et lumières de Jo Mielziner, production et mise en scène de George Abbott : le professeur Schultz
- 1949 : Le Traître (The Traitor) d'Herman Wouk, production et mise en scène de Jed Harris : un homme
- 1950 : The Liar, comédie musicale, musique de John Mandy, lyrics d'Edward Eager, livret d'Alfred Drake et Edward Eager (d'après La Locandiera de Carlo Goldoni), chorégraphie d'Hanya Holm, mise en scène d'Alfred Drake : Dr Balanzoni
- 1950 : Legend of Sarah de James Gow et Arnaud D'Usseau, mise en scène de Benn W. Levy : P. Walter Landis
- 1951 : Darkness at Noon de (et mise en scène par) Sidney Kingsley : « 402 »
- 1951 : Barefoot in Athens de Maxwell Anderson : Critias[3]
- 1952 : Le Joueur (The Gambler) d'Ugo Betti, adaptation d'Alfred Drake et Edward Eager, décors et lumières de Jo Mielziner, mise en scène d'Herman Shumlin : le commissaire Costa
- 1953 : Les Sorcières de Salem (The Crucible) d'Arthur Miller, mise en scène de Jed Harris : le juge Hawthorne / le député-gouverneur Danforth (en remplacement)
- 1953-1955 : Kismet (en), comédie musicale, adaptation et lyrics de George Forrest et Robert Wright sur une musique originale d'Alexandre Borodine, livret de Charles Lederer et Luther Davis (d'après la pièce éponyme d'Edward Knoblock : Omar[4]
- 1957-1958 : A Visit to a Small Planet de Gore Vidal, décors d'Oliver Smith : Roger Spelding
- 1961 : Rhinocéros (Rhinoceros) d'Eugène Ionesco, adaptation de Derek Prouse, mise en scène de Joseph Anthony : M. Nickeblush
- 1964 : Hamlet de William Shakespeare, production et mise en scène de John Gielgud (pièce filmée pour le cinéma la même année : voir filmographie ci-après) : Voltemand

## Filmographie partielle

### Cinéma

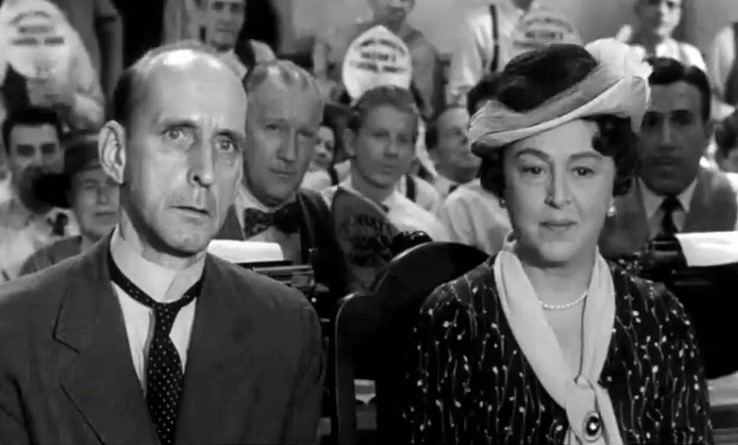
Dans Procès de singe (1960),
avec Florence Eldridge

- 1947 : Boomerang ! d'Elia Kazan : Jim Crossman
- 1957 : Calomnie (Slander) de Roy Rowland : Homer Crowley
- 1958 : Je veux vivre ! (I Want to Live!) de Robert Wise : Emmett Perkins
- 1959 : Le Désosseur de cadavres (The Tingler) de William Castle : Oliver « Ollie » Higgins
- 1959 : La Mort aux trousses (North by Northwest) d'Alfred Hitchcock : Dr Cross
- 1959 : Train, Amour et Crustacés (It Happened to Jane) de Richard Quine : Wilbur Peterson
- 1959 : Comment dénicher un mari (The Mating Game) de George Marshall : le révérend Osgood
- 1960 : Because They're Young de Paul Wendkos : M. Rimer
- 1960 : Procès de singe (Inherit the Wind) de Stanley Kramer : le maire Jason Carter
- 1962 : Bon Voyage ! (titre original) de James Neilson : un préposé aux passeports
- 1964 : Hamlet de Bill Coleran et John Gielgud : Voltemand
- 1965 : La Plus Grande Histoire jamais contée (The Greatest Story Ever Told) de George Stevens : Chuza
- 1966 : Les Russes arrivent (The Russians Are Coming, the Russians Are Coming) de Norman Jewison : M. Porter
- 1968 : Frissons garantis (Never a Dull Moment) de Jerry Paris : « Fingers » Felton

### Télévision
(séries)
- 1955-1957 : Studio One
  - Saison 8, épisode 12 Blow Up at Cortland (1955)
  - Saison 10, épisode 2 First Prize for Murder (1957) : Severns
- 1956 : Climax!, saison 2, épisode 38 Fear Is the Hunter de Buzz Kulik
- 1956-1959 : Alfred Hitchcock présente (Alfred Hitchcock Presents)
  - Saison 1, épisode 24 Le Meurtre parfait (The Perfect Murder, 1956 : Henri Tallendier) de Robert Stevens, épisode 26 Qui a tué ? (Whodunit, 1956 : Talbot) et épisode 37 Decoy (1956 : le lieutenant Brandt) d'Arnold Laven
  - Saison 2, épisode 3 De Mortuis (1956 : Bud) de Robert Stevens et épisode 22 The End of Indian Summer (1957 : Sam Henderson) de Robert Stevens
  - Saison 4, épisode 33 Le Tiroir secret (The Dusty Drawer, 1959) d'Herschel Daugherty : William Tritt
- 1958-1965 : Gunsmoke ou Police des plaines (Gunsmoke ou Marshal Dillon)
  - Saison 4, épisode 12 Grass (1958) de Richard Whorf : Harry Pope
  - Saison 7, épisode 18 Old Dan (1962) d'Andrew V. McLaglen : Lem Fetch
  - Saison 10, épisode 18 One Killer on Ice (1965) de Joseph H. Lewis : Owney Dales
- 1959 : Monsieur et Madame détective (The Thin Man), saison 2, épisode 13 Maine Thing : le shérif
- 1961 : Route 66 (titre original), saison 2, épisode 7 The Mud Nest : le vieux Codger
- 1961-1963 : Les Accusés (The Defenders)
  - Saison 1, épisode 1 Quality of Mercy (1961) de Buzz Kulik : Dr Lillis
  - Saison 2, épisode 26 The Heathen (1963) de Stuart Rosenberg : Joe Lundeen
- 1962 : La Quatrième Dimension (The Twilight Zone), saison 3, épisode 22 Un piano dans la maison (A Piano in the House) de David Greene : Throckmorton
- 1962 : Suspicion (The Alfred Hitchcock Hour), saison 1, épisode 3 Night of the Owl d'Alan Crosland Jr. : Locke
- 1965 : Kilroy, mini-série (diffusée dans le cadre de l'émission Le Monde merveilleux de Disney), 3e et 4e parties : Frank
- 1965 : Ma sorcière bien-aimée (Bewitched), saison 2, épisode 6 Un étrange remède (Take Two Aspirins and Half a Pint of Porpoise Milk) de William Asher : M. Trigby